# Neodexiopsis emmesa
Neodexiopsis emmesa är en tvåvingeart som först beskrevs av Malloch 1934.  Neodexiopsis emmesa ingår i släktet Neodexiopsis och familjen husflugor. Inga underarter finns listade i Catalogue of Life.